# جمال الغیطانی

## جمال احمد الغیطانی(۹ مهٔ ۱۹۴۵–۱۸ اکتبر ۲۰۱۵)رمان‌نویس،روزنامه‌نگارو رئیس نویسندگان روزنامهٔاخبار الأدب(چاپمصر) بود او به‌عنوان «صاحب یک پروژه رمان‌نویسی منحصربه‌فرد توصیف شد که در آن از میراث مصر الهام گرفت تا دنیای تخیلی شگفت‌انگیزی را خلق کند که امروزه به عنوان یکی از بالغ‌ترین تجربیات رمان‌نویسی شناخته می‌شود». او بسیار تحت تأثیر معلم و دوست خود، رمان نویسنجیب محفوظبود.[۱]این امر با دانش دایره المعارفی که از ادبیات کهن داشت، تأثیر زیادی در دستیابی او به این مقام داشت. الغیتانی در احیای بسیاری از متون عربی فراموش شده و کشف مجدد ادبیات کهن عربی با نگاهی معاصر مشارکت داشت الغیتانی در احیای بسیاری از متون عربی فراموش شده و کشف مجدد ادبیات کهن عربی با دیدگاه جدی معاصر مشارکت داشت. الغیتانی همچنین به عنوان «یک شخصیت بزرگ ادبی و یکی از پیشگامان رمان و روایت در مصر و جهان عرب» توصیف شد[۲]
یکی از برجسته ترین صداهای رمان نویس عرب در نیم قرن. اخیر در سال‌های اخیر، تجربه هنری او با حفظ ویژگی‌های رمان‌هایش به روی کار تلویزیونی باز شده است، زیرا او از دنیای دیگری که در میان ما زندگی می‌کند، از جمله معماری و مردم، رونمایی کرد.الغیتانی را یکی از مشهورترین نویسندگان عرب در اینترنت می دانند. بیشتر رمان‌ها و مجموعه‌های داستان کوتاه او در نسخه‌های دیجیتالی موجود است که به راحتی قابل مبادله است و بعد جدیدی به این نویسنده می‌بخشد که اصالت عمیق را با مدرنیته آگاهانه ترکیب کرده است.

## تولد
جمال در سال ۱۳۶۴ هجری قمری برابر با ۹ مه ۱۹۴۵ میلادی در جحینه یکی از مراکز استان سوهاگ در مصر علیا به دنیا آمد.